# Lactuca tenerrima
Lactuca tenerrima là một loài thực vật có hoa trong họ Cúc. Loài này được Pourr. mô tả khoa học đầu tiên năm 1788.